# Folkomröstningen om införande av euron i Sverige 2003
Folkomröstningen om införande av euron var en folkomröstning som ägde rum i Sverige den 14 september 2003. Frågan var: ”Anser du att Sverige skall införa euron som valuta?”

## Kampanjerna
Huvuddelen av kampanjarbetet för ett svenskt medlemskap i EMU utfördes av kampanjorganisationen Sverige i Europa, finansierad av Svenskt Näringsliv, och av socialdemokratiska Socialdemokrater för Euro. På motsvarande sätt drevs nej-kampanjen av borgerliga Medborgare mot EMU och socialdemokratiska S mot EMU, och även av Folkrörelsen Nej till EU. På grund av mordet på Anna Lindh den 10 september 2003 avbröts valrörelsen dagarna före folkomröstningen och diverse tv-debatter ställdes in.

## De politiska partierna
Socialdemokraterna, Moderaterna, Folkpartiet och Kristdemokraterna stödde ja-sidan i folkomröstningen medan Centerpartiet, Miljöpartiet och Vänsterpartiet anslöt sig till nej-sidan. S, KD och C var delade i frågan, och partimedlemmar kampanjade för olika sidor i folkomröstningen. Inget stort parti stödde blank-sidan. I folkomröstningar är en blankröst en giltig röst.

### Röstande efter partisympatier
Tabellen baserar sig på de partisympatier som gällde i november 2003. Som av tabellen framgår är siffrorna inte helt tillförlitliga eftersom siffrorna för hela landet visar en viss förskjutning åt ja-sidans fördel. Notera också att en majoritet av Socialdemokraterna och Kristdemokraterna röstade nej trots att partierna officiellt förordade det motsatta.
| Parti                 | Ja     | Nej    | Blankt | Svarande |
| --------------------- | ------ | ------ | ------ | -------- |
| Centerpartiet         | 20,0 % | 77,7 % | 1,3 %  | 305      |
| Folkpartiet           | 66,2 % | 32,0 % | 1,8 %  | 612      |
| Kristdemokraterna     | 41,5 % | 57,0 % | 1,4 %  | 284      |
| Moderaterna           | 73,5 % | 24,6 % | 1,9 %  | 976      |
| Miljöpartiet          | 18,1 % | 79,3 % | 2,6 %  | 232      |
| Socialdemokraterna    | 41,7 % | 56,4 % | 1,9 %  | 1 994    |
| Vänsterpartiet        | 13,5 % | 84,7 % | 1,8 %  | 443      |
| Övriga partier        | 23,7 % | 73,7 % | 2,6 %  | 38       |
| Inga sympatier/vet ej | 33,4 % | 63,3 % | 3,3 %  | 1 344    |
| Samtliga              | 43,2 % | 54,6 % | 2,2 %  | 6 228    |

Källa: Ja och nej till euron från Statistiska centralbyrån 2004.

## Valresultat
|                               |                               | Röster    | %     |
| ----------------------------- | ----------------------------- | --------- | ----- |
|                               | Nej                           | 3 265 341 | 55,91 |
|                               | Ja                            | 2 453 899 | 42,02 |
|                               | Blanka röster                 | 121 073   | 2,07  |
|                               |                               |           |       |
| Giltiga röster                | Giltiga röster                | 5 840 313 | 99,94 |
| Ogiltiga röster               | Ogiltiga röster               | 3 475     | 0,06  |
| Totalt                        | Totalt                        | 5 843 788 | 100,0 |
|                               |                               |           |       |
| Röstberättigade/valdeltagande | Röstberättigade/valdeltagande | 7 077 502 | 82,57 |

Valresultatet avser när samtliga 6372 valdistrikt räknats.

## Regionala skillnader
Majoriteten röstade nej i de flesta kommuner i landet. Undantagen var Stockholmsområdet, västra Skåne och Kungsbacka nära Göteborg. Ett ytterligare undantag var Haparanda, en kommun som gränsar till Finland, med staden Torneå precis på andra sidan gränsen, där majoriteten röstade ja trots att nejröstandet annars var särskilt högt i regionen.
I följande 35 kommuner fick ja majoritet, i övriga alltså nej:

- Botkyrka kommun
- Burlövs kommun
- Båstads kommun
- Danderyds kommun
- Ekerö kommun
- Haparanda kommun
- Helsingborgs kommun
- Huddinge kommun
- Håbo kommun
- Höganäs kommun
- Järfälla kommun
- Kungsbacka kommun
- Kävlinge kommun
- Landskrona kommun
- Lidingö kommun
- Lomma kommun
- Lunds kommun
- Malmö kommun
- Nacka kommun
- Salems kommun
- Sigtuna kommun
- Sollentuna kommun
- Solna kommun
- Staffanstorps kommun
- Stockholms kommun
- Sundbybergs kommun
- Svedala kommun
- Tyresö kommun
- Täby kommun
- Upplands Väsby kommun
- Vallentuna kommun
- Vaxholms kommun
- Vellinge kommun
- Värmdö kommun
- Österåkers kommun

Liknande variationer kan också ses för olika valdistrikt inom många kommuner.
På länsnivå var det endast i Stockholms län som en majoritet röstade ja. I Skåne län var det fler ja-röster än nej-röster, men mängden blanka röster gjorde att inget av de alternativen fick över 50 procent. I samtliga övriga län röstade en majoritet nej.

### Sidornas starkaste stöd
| Kommun | Kommun     | Ja     | Nej    |
| ------ | ---------- | ------ | ------ |
| 1      | Danderyd   | 75,1 % | 23,3 % |
| 2      | Lidingö    | 68,9 % | 29,1 % |
| 3      | Vellinge   | 67,3 % | 31,1 % |
| 4      | Täby       | 66,6 % | 31,4 % |
| 5      | Lomma      | 62,3 % | 35,6 % |
| 6      | Nacka      | 60,7 % | 37,4 % |
| 7      | Sollentuna | 59,2 % | 38,6 % |
| 8      | Lund       | 56,6 % | 41,0 % |
| 9      | Solna      | 56,1 % | 41,9 % |
| 10     | Stockholm  | 56,1 % | 41,7 % |

| Kommun | Kommun     | Ja     | Nej    |
| ------ | ---------- | ------ | ------ |
| 1      | Strömsund  | 13,1 % | 86,1 % |
| 2      | Ragunda    | 13,4 % | 85,7 % |
| 3      | Vilhelmina | 14,6 % | 84,5 % |
| 4      | Dorotea    | 14,8 % | 84,4 % |
| 5      | Sorsele    | 15,6 % | 83,6 % |
| 6      | Berg       | 15,8 % | 83,4 % |
| 7      | Norsjö     | 15,7 % | 83,0 % |
| 8      | Älvdalen   | 16,2 % | 82,9 % |
| 9      | Älvsbyn    | 16,9 % | 82,0 % |
| 10     | Jokkmokk   | 16,8 % | 81,9 % |

## Opinionen efter folkomröstningen

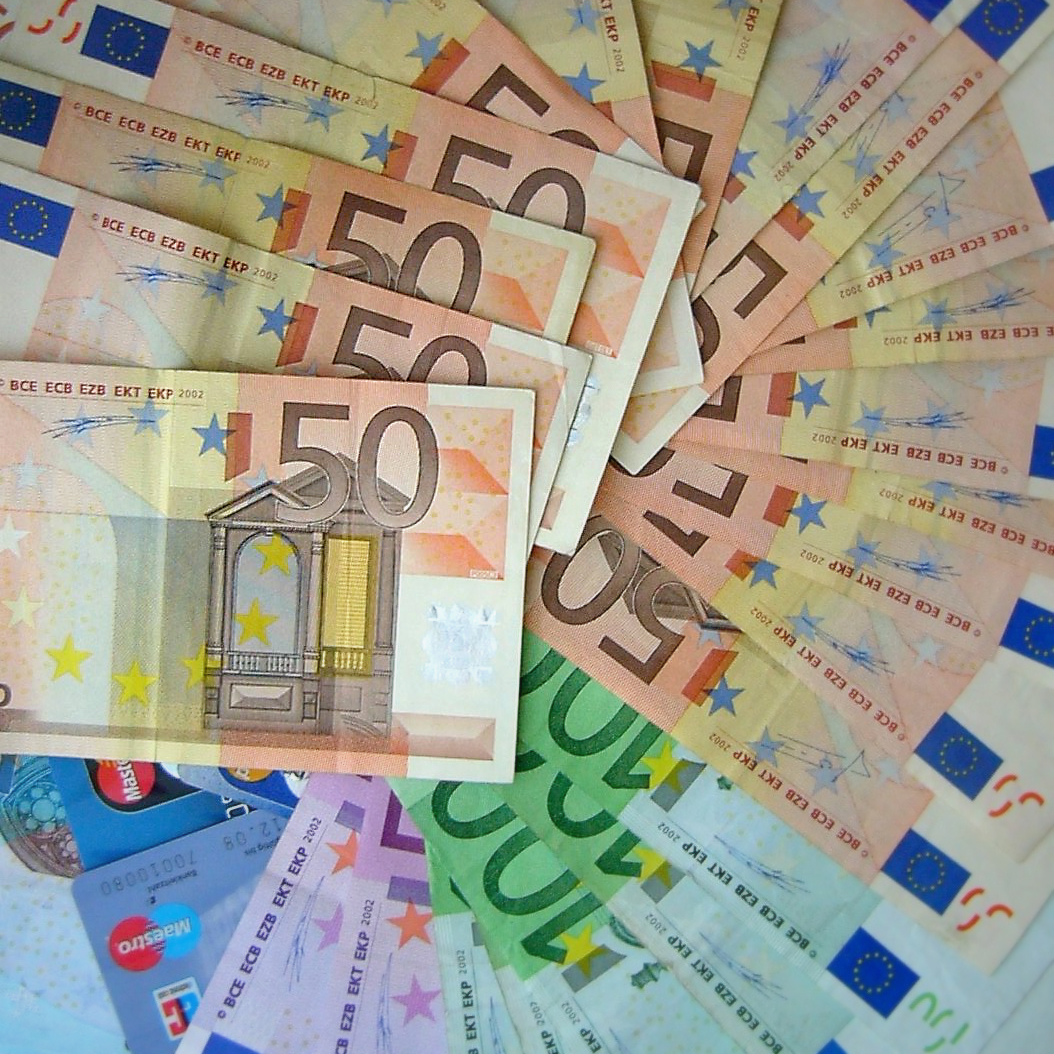
Stödet för euron i Sverige har i de flesta mätningarna visat sig vara lägre än stödet för att behålla kronan.

Motståndet till euron i Sverige har varit kompakt sedan folkomröstningen i september 2003. En tydlig förändring skedde i opinionen under 2009, då en mätning från sifo i april 2009 visade att 47 procent av svenskarna var för euron medan 45 procent var emot. Mellan april 2009 och november 2009 var en majoritet av svenskarna positiva till euron, där orsaken tycktes vara att kronan tappat rejält i värde gentemot euron. 
Under första halvåret 2010 vände opinionen i Sverige till att bli kraftigt negativ. Skillnaden ökade i varje mätning under denna tid; som störst var euromotståndet i juni 2010, då hela 61 procent av de tillfrågade svarade nej medan bara 24 procent ville gå med i EMU. Skillnaden mellan ja och nej-sidan var på 37 procentenheter, vilket motsvarar drygt 2 miljoner väljare.
Mycket pekar på att viktiga orsaker är den ekonomiska krisen i Grekland där euroländerna fått gå in med stöd samt att kronan kraftigt har stärkts både mot euron och dollarn de senaste månaderna. SCB:s majmätning visade att en markant omsvängning skett i den svenska opinionen sedan november 2009 med 27,8 procent för och 60,0 procent emot.
Eurofrågan har av experter och politiker betecknats som "död" i och med det stabiliserade opinionsläget med mellan 75 procent och 90 procent emot euron som alltjämt gäller sedan 2011. Det vid sidan av Folkpartiet mest euro-positiva partiet, Moderaterna, beskrev i sin valplattform inför Europaparlamentsvalet 2014 att frågan om svenskt inträde i eurosamarbetet förutsätter en stabil majoritet hos folket. På grund av opinionsläget och de problem som finns inom eurosamarbetet anser därför moderaterna att frågan om EMU-inträde inte är aktuell inom överskådlig tid och inte heller en fråga som Sverige bör arbeta aktivt för. Socialdemokraterna har intagit en liknande inställning.
| Opinionsundersökningar: | Opinionsundersökningar: | Opinionsundersökningar: | Opinionsundersökningar: | Opinionsundersökningar: |
| Datum (publicerat)      | Ja                      | Nej                     | Institut                | Länk                    |
| ----------------------- | ----------------------- | ----------------------- | ----------------------- | ----------------------- |
| maj 2004                | 38 %                    | 51 %                    | SCB                     |                         |
| maj 2005                | 40 %                    | 47 %                    | SCB                     |                         |
| maj 2006                | 38 %                    | 49 %                    | SCB                     |                         |
| 24 mars 2007            | 37 %                    | 60 %                    | Skop                    |                         |
| maj 2007                | 33,3 %                  | 53,8 %                  | SCB                     |                         |
| november 2007           | 35 %                    | 50,8 %                  | SCB                     |                         |
| maj 2008                | 34,6 %                  | 51,7 %                  | SCB                     |                         |
| november 2008           | 37,5 %                  | 47,5 %                  | SCB                     |                         |
| 1 mars 2009             | 45 %                    | 51 %                    | Skop                    |                         |
| 19 april 2009           | 47 %                    | 45 %                    | Sifo                    |                         |
| maj 2009                | 42,1 %                  | 42,9 %                  | SCB                     |                         |
| november 2009           | 43,8 %                  | 42,0 %                  | SCB                     |                         |
| februari 2010           | 39 %                    | 50 %                    | Sifo                    |                         |
| april 2010              | 37 %                    | 55 %                    | Demoskop                |                         |
| maj 2010                | 29 %                    | 60 %                    | Novus Opinion           |                         |
| juni 2010               | 24 %                    | 61 %                    | Novus Opinion           |                         |
| juni 2010               | 27,8 %                  | 60,0 %                  | SCB                     |                         |
| november 2010           | 29 %                    | 58 %                    | SCB                     |                         |
| maj 2011                | 24 %                    | 64 %                    | SCB                     |                         |
| december 2011           | 9,7 %                   | 87,6 %                  | Skop                    |                         |
| november 2013           | 12,6 %                  | 78,3 %                  | SCB                     |                         |
| maj 2014                | 13,1 %                  | 77,4 %                  | SCB                     |                         |
| november 2014           | 13,2 %                  | 76,9 %                  | SCB                     |                         |
| maj 2015                | 15,3 %                  | 74,9 %                  | SCB                     |                         |
| november 2016           | 15,8 %                  | 72,0 %                  | SCB                     |                         |
| maj 2017                | 16,5 %                  | 70,6 %                  | SCB                     |                         |
| november 2017           | 17,1 %                  | 69,9 %                  | SCB                     |                         |
| maj 2018                | 20,1 %                  | 66,0 %                  | SCB                     |                         |
| maj 2023                | 30,6 %                  | 50,5 %                  | SCB                     | [ 7 ]                   |

Om summan av ja och nej är mindre än 100 procent, beror det på att de som är osäkra räknats, men inte redovisas.